# Zinvié
Zinvié ist ein Arrondissement im Departement Atlantique in Benin. Es ist eine Verwaltungseinheit, die der Gerichtsbarkeit der Kommune Abomey-Calavi untersteht. Gemäß der Volkszählung von 2013 hatte Zinvié 18.157 Einwohner, davon waren 8756 männlich und 9401 weiblich.